# Primauguet (1923)
Primauguet byl francouzský lehký křižník třídy Duguay-Trouin. Křižník zůstal po porážce Francie v roce 1940 věrný kolaborantské vládě ve Vichy a kotvil v Casablance (největší francouzskou lodí v přístavu byla nedokončená bitevní loď Jean Bart). Když spojenci 8. listopadu 1942 začali Operaci Torch – vylodění v Severní Africe, byla Casablanca jedním z míst určených pro výsadek. Vichistické námořnictvo se pokusilo vylodění bránit a na moře proto vyplul Primauguet, šest torpédoborců a osm ponorek. Primauguet poté rozstřílela a potopila americká bitevní loď USS Massachusetts.